# Bassawa
Bassawa  è una città, sottoprefettura e comune della Costa d'Avorio, situata nel dipartimento di Dabakala. Conta una popolazione di 21 487 abitanti (censimento 2021).